# Малый Теш (верхний приток Большого Теша)
Малый Теш — река в России, протекает по Новокузнецкому району Кемеровской области.
Устье реки находится в 24 км от устья по правому берегу реки Большой Теш. Длина реки составляет 20 км.

## Данные водного реестра
По данным государственного водного реестра России относится к Верхнеобскому бассейновому округу, водохозяйственный участок реки — Кондома, речной подбассейн реки — Томь. Речной бассейн реки — (Верхняя) Обь до впадения Иртыша.